# 穆哈馬迪亞清真寺

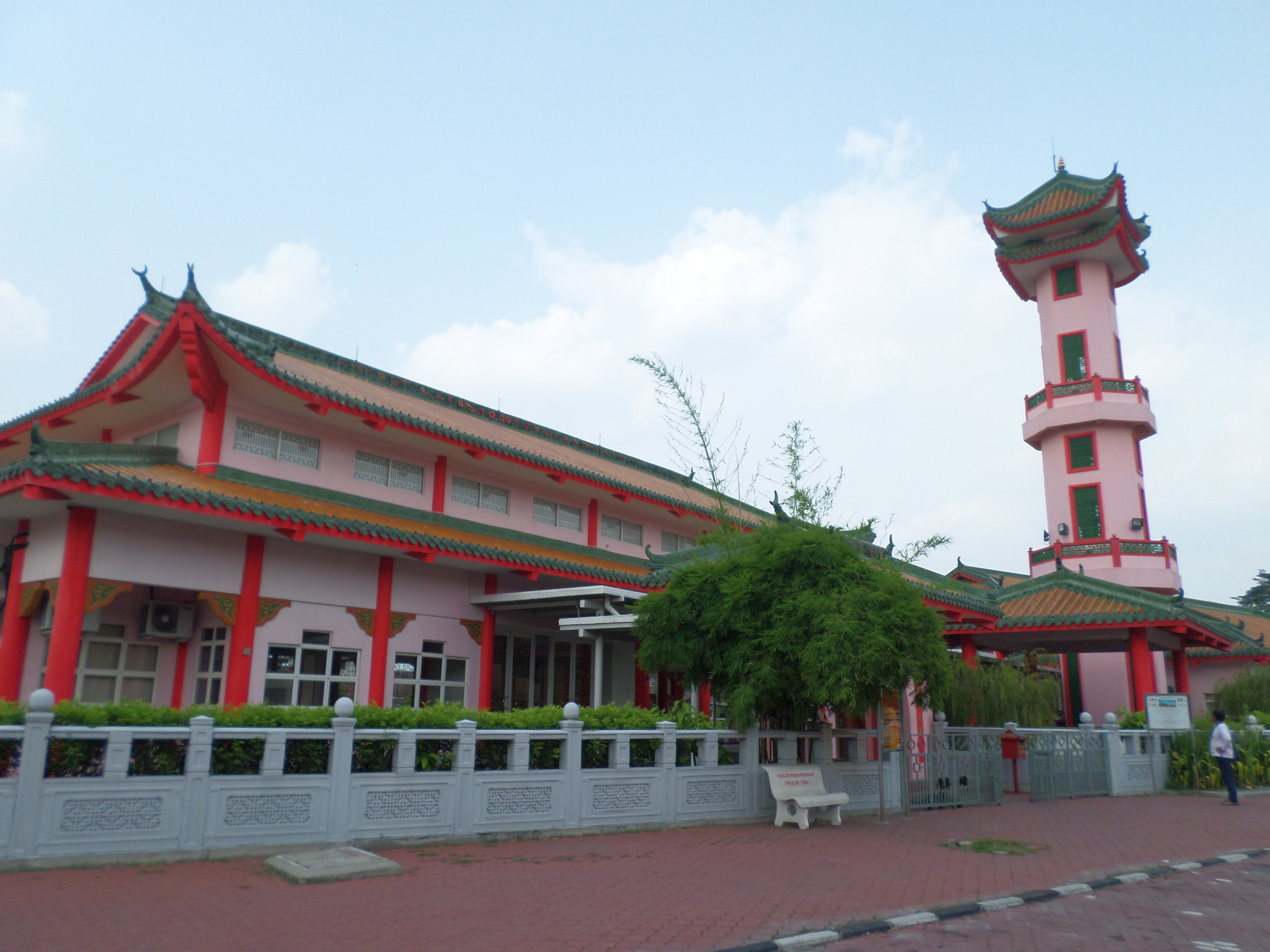
穆哈馬迪亞清真寺

4°39′05″N 101°06′25″E / 4.651457°N 101.1070783°E
穆哈馬迪亞清真寺是馬來西亞霹靂州怡保打昔的一家清真寺，服務當地的華裔穆斯林。
2011年9月11日奠基，同年11月24日正式開工。2013年8月4日啟用，並於2014年7月18日由霹靂州蘇丹納茲林沙揭幕。
清真寺佔地0.4公頃，耗資680萬令吉，以中式風格建造。其中首階段工程包括禮拜大殿，可容納800人聚禮，女寺設於樓上，可容納200人。第二階段包括多功能廳和文化中心。